# Autoroute A4 (Belgique)
Pour les articles homonymes, voir Autoroute A4.
L'autoroute belge A4 (classée en tant que E411 et E25), surnommée « Autoroute de l’Ardenne », est une autoroute qui relie Bruxelles au grand-duché de Luxembourg. Partant de Bruxelles, elle longe Wavre, Namur, Dinant, Libramont-Chevigny et Arlon. Elle traverse donc les provinces du Brabant flamand, du Brabant wallon, de Namur et de Luxembourg.
Il s'agit d'une liaison importante pour aller à Luxembourg.
Elle perd le statut de route européenne 411 à partir de la sortie 32 (Weyler) la reliant à la N81 (future A28), et gagne le statut de route européenne 25 à partir de l’échangeur de Neufchâteau avec l’A26.

## Historique
| Tronçon                                            | Date de mise en service |
| -------------------------------------------------- | ----------------------- |
| Carrefour Léonard - Hoeilaart                      | 1960                    |
| Hoeilaart - Overijse                               | 1962                    |
| Overijse - Wavre                                   | 1964                    |
| Wavre - Wavre-Sud                                  | 1964                    |
| Auderghem (Avenue de Beaulieu) - Carrefour Léonard | 1973                    |
| Wavre-Sud - Courrière                              | 1973                    |
| Stockem - Weyler                                   | 1979                    |
| Courrière - Spontin                                | 1981                    |
| Weyler - frontière luxembourgeoise                 | 1982                    |
| Spontin - Custinne                                 | 1982                    |
| Custinne - Rochefort                               | 1983                    |
| Wellin - Tellin                                    | 1983                    |
| Habay - Stockem                                    | 1985                    |
| Tellin - Verlaine                                  | 1985                    |
| Verlaine - Longlier                                | 1986                    |
| Échangeur de Neufchâteau - Léglise                 | 1987                    |
| Longlier - Échangeur de Neufchâteau                | 1987                    |
| Léglise - Habay                                    | 1988                    |
| Rochefort - Wellin                                 | 1988                    |

## Transports en commun
L'A4 accueille plusieurs lignes d'autobus, en leur réservant un site propre entre Auderghem et le carrefour Léonard. Les bus qui en bénéficient sont le Conforto du TEC Brabant Wallon vers Wavre et Louvain-la-Neuve, mais également le bus E et cinq lignes De Lijn. Dans le sens vers Auderghem, la bande d'arrêt d'urgence est accessible aux Conforto vers Ixelles et Conforto bis vers Woluwe en cas d'embouteillages, et ce depuis Wavre. La vitesse y est cependant limitée à 50 km/h.
Plus loin, l'A4 est empruntée par le Rapido bus 1 entre Louvain-la-Neuve et Thorembais-Saint-Trond, pour bifurquer ensuite vers Jodoigne. Il n'y a pas d'aménagement spécifique pour cet autobus sur ce tronçon.

## Description du tracé
|     | Dénomination                              | Destinations                                                                    | BK    |
| --- | ----------------------------------------- | ------------------------------------------------------------------------------- | ----- |
|     | Fin de l'autoroute, prolongée par la N210 | Bruxelles, Etterbeek, Ixelles                                                   | 0,0   |
|     | Beaulieu N210                             |                                                                                 | 0,0   |
|     | Demey N210                                |                                                                                 | 1,6   |
|     | Viaduc Herrmann-Debroux (950 m)           |                                                                                 | 2,1   |
|     | Auderghem                                 | Auderghem, Watermael-Boitsfort, Woluwe-Saint-Pierre                             | 2,6   |
| 1   | Carrefour Léonard                         | Ring de Bruxelles                                                               | 4,5   |
| 2   | Jesus-Eik                                 | Overijse (Jezus-Eik), Hoeilaart                                                 | 6,1   |
| 2b  | Hoeilaart (entrée vers Bruxelles)         | Hoeilaart, Overijse                                                             | 9,1   |
| 3   | Overijse N253                             | Overijse, Huldenberg, La Hulpe                                                  | 11,7  |
| 4   | Rosières                                  | Rixensart (dont Rosières)                                                       | 14,7  |
| 5   | Bierges N257                              | Wavre (Bierges), Huldenberg (Ottenburg)                                         | 16,8  |
|     | Bierges                                   |                                                                                 | 17,5  |
| 6   | Wavre N238                                | Wavre (dont Limal), Ottignies-Louvain-la-Neuve (Ottignies, Limelette)           | 19,2  |
| 7   | Wavre-Sud                                 | Wavre, Ottignies-Louvain-la-Neuve (Louvain-la-Neuve)                            | 20,5  |
| 8   | Louvranges                                | Grez-Doiceau, Beauvechain                                                       | 21,4  |
| 8a  | Louvain-la-Neuve                          | Ottignies-Louvain-la-Neuve (Louvain-la-Neuve)                                   | 23,2  |
| 9   | Corroy-le-Grand                           | Chaumont-Gistoux, Mont-Saint-Guibert, Court-Saint-Étienne                       | 25,5  |
|     | Nil-Saint-Martin                          |                                                                                 | 28,9  |
| 10  | Walhain N243                              | Walhain, Incourt                                                                | 31,0  |
| 11  | Thorembais-Saint-Trond                    | Gembloux, Perwez, Jodoigne                                                      | 34,9  |
|     | Aische-en-Refail                          |                                                                                 | 38,2  |
| 12  | Eghezée N912                              | La Bruyère, Éghezée                                                             | 43,3  |
|     | Ostin                                     |                                                                                 | 44,5  |
|     | Échangeur de Daussoulx                    | Autoroute Mons − Namur − Liège (autoroute de Wallonie)                          | 49,2  |
| 13  | Champion                                  | Namur (dont Champion)                                                           | 52,4  |
| 14  | Bouge                                     | Namur (dont Bouge)                                                              | 54,6  |
|     | Viaduc de Beez (551 m)                    |                                                                                 | 56,0  |
| 15  | Loyers B901                               | Namur (dont Loyers, Erpent, Jambes), Andenne                                    | 56,5  |
| 16  | Wierde N941                               | Namur (Wierde, Naninne)                                                         | 61,1  |
|     | Viaduc de Sart-Bernard (400 m)            |                                                                                 | 63,5  |
| 18  | Courrière                                 | Assesse (Sart-Bernard), Marche-en-Famenne                                       | 64,8  |
| 18b | Courrière N931                            | Assesse (Courrière, Crupet)                                                     | 66,9  |
| 19  | Spontin N946                              | Yvoir (dont Spontin)                                                            | 72,9  |
|     | Viaduc de Sovet (330 m)                   |                                                                                 | 74,3  |
|     | Salazine                                  |                                                                                 | 76,0  |
| 20  | Achêne                                    | Ciney (dont Achêne), Dinant, Philippeville                                      | 80,3  |
| 20t | Achêne-Industrie                          | Ciney (Achêne)                                                                  | 81,5  |
| 21  | Houyet N982                               | Custinne (dont Houyet)                                                          | 86,2  |
|     | Viaduc de Custinne (700 m)                |                                                                                 | 87,4  |
| 22  | Rochefort                                 | Custinne (dont Ciergnon, Wanlin), Rochefort, Beauraing                          | 91,7  |
|     | Wanlin                                    |                                                                                 | 94,7  |
| 22a | Lavaux-Sainte-Anne N955                   | Rochefort (dont Lavaux-Sainte-Anne, Lessive, Éprave)                            | 98,2  |
| 23  | Wellin                                    | Wellin (dont Halma, Lomprez, Chanly), Rochefort (Ave-et-Auffe et Han-sur-Lesse) | 101,7 |
| 23a | Tellin                                    | Tellin                                                                          | 109,3 |
|     | Bois de Tellin                            |                                                                                 | 110,9 |
| 24  | Transinne                                 | Libin (dont Transinne, Redu), Daverdisse                                        | 114,2 |
| 25  | Libramont-Chevigny E46                    | Libramont-Chevigny, Bertrix, Saint-Hubert                                       | 130,4 |
|     | Wachenau                                  |                                                                                 | 133,2 |
| 26  | Verlaine                                  | Libramont-Chevigny, Neufchâteau (dont Verlaine)                                 | 136,1 |
| 27  | Longlier                                  | Neufchâteau                                                                     | 142,7 |
|     | Échangeur de Neufchâteau                  | Autoroute Liège − Neufchâteau                                                   | 144,8 |
|     | Lundifontaine                             |                                                                                 | 148,6 |
| 28  | Léglise                                   | Léglise                                                                         | 151,8 |
| 28a | Rulles                                    | Habay (Rulles)                                                                  | 159,7 |
|     | Nantimont                                 |                                                                                 | 163,2 |
| 29  | Habay                                     | Habay (dont Habay-la-Neuve, Habay-la-Vieille), Étalle, Virton                   | 165,1 |
| 30  | Stockem                                   | Arlon (dont Stockem, Heinsch), Étalle                                           | 174,4 |
| 31  | Arlon                                     | Arlon (dont Schoppach), Saint-Léger                                             | 177,2 |
| 32  | Weyler                                    | Arlon (dont Weyler), Messancy, Aubange                                          | 181,2 |
|     | Hondelange                                |                                                                                 | 182,2 |
|     | Échangeur d'Autelbas                      | Autoroute Arlon − Longwy                                                        | 184,5 |
| 33  | Sterpenich                                | Arlon (dont Autelbas, Sterpenich)                                               | 186,7 |
|     | Sterpenich                                |                                                                                 | 187,7 |
|     | Frontière luxembourgeoise                 | Luxembourg, Trèves (Allemagne)                                                  | 188,0 |

## Œuvre d'art
L'Arc majeur, situé au kilomètre 99, près de Rochefort, est une œuvre de Bernar Venet inaugurée en octobre 2019. Cette sculpture d'acier, qui se dresse au sommet d'une côte, est formée d'une courbe de métal de 205,5° enserrant la route de part et d’autre et culminant à 61 m de hauteur, ce qui en fait la plus grande sculpture en acier d'Europe,.
Une autre œuvre, sorte de menhir en pierre d'environ 1,5 m de haut, avait été installée dans les années 1960 ou 1970 en berme centrale dans la courbe entre le pont de Jesus-Eik et le carrefour Léonard. Lors de travaux dans les années 2000, elle fut démontée, couchée sur le sol à côté de l'endroit où elle se dressait et jamais ré-installée. Elle s'y trouve à priori toujours, ce qui entraîna un litige entre la Région flamande (Vlaams Gewest) et l'artiste[réf. nécessaire].

## Galerie d'images

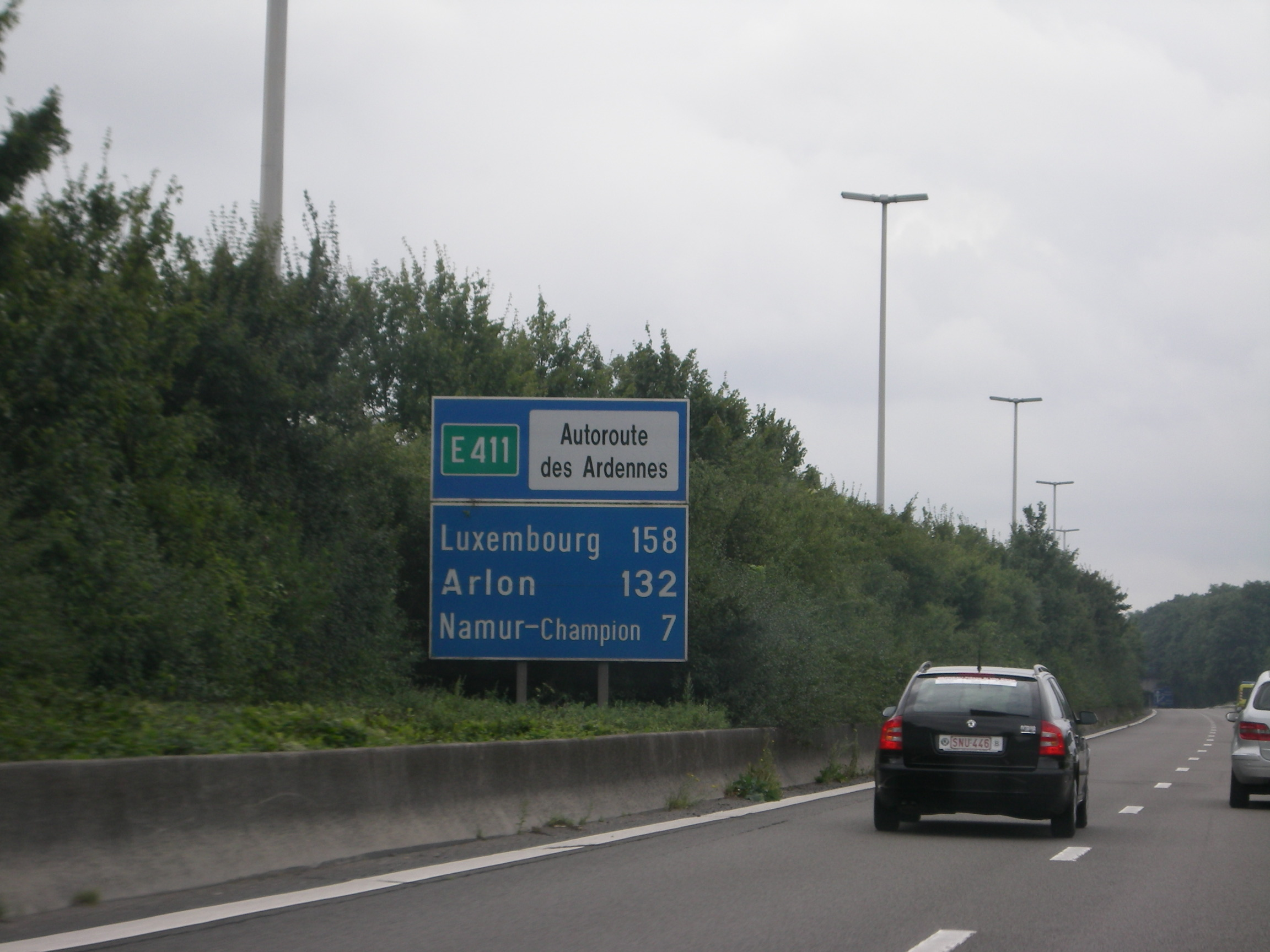
Panneau de l'Autoroute des Ardennes.
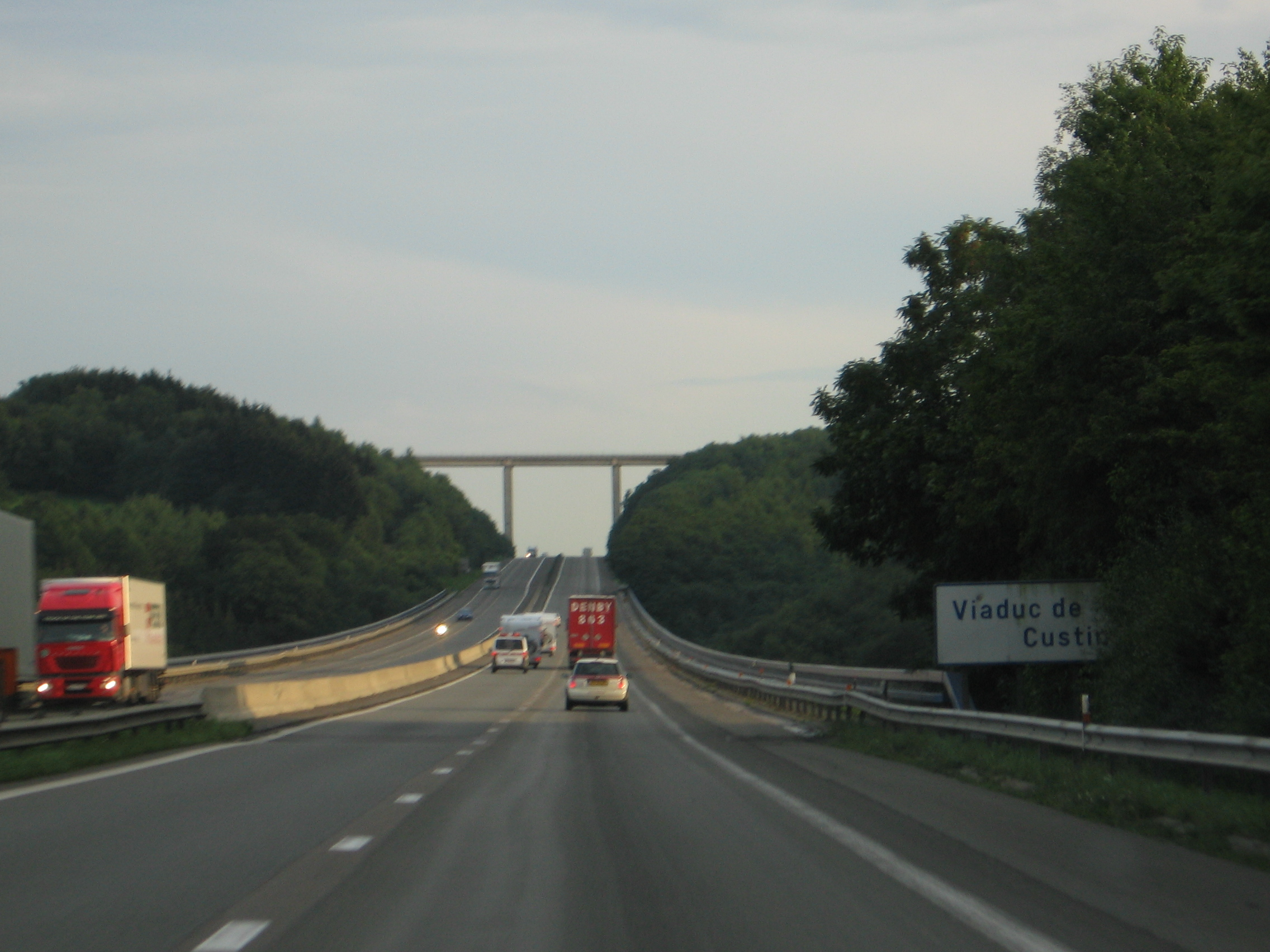
Viaduc de Custinne.
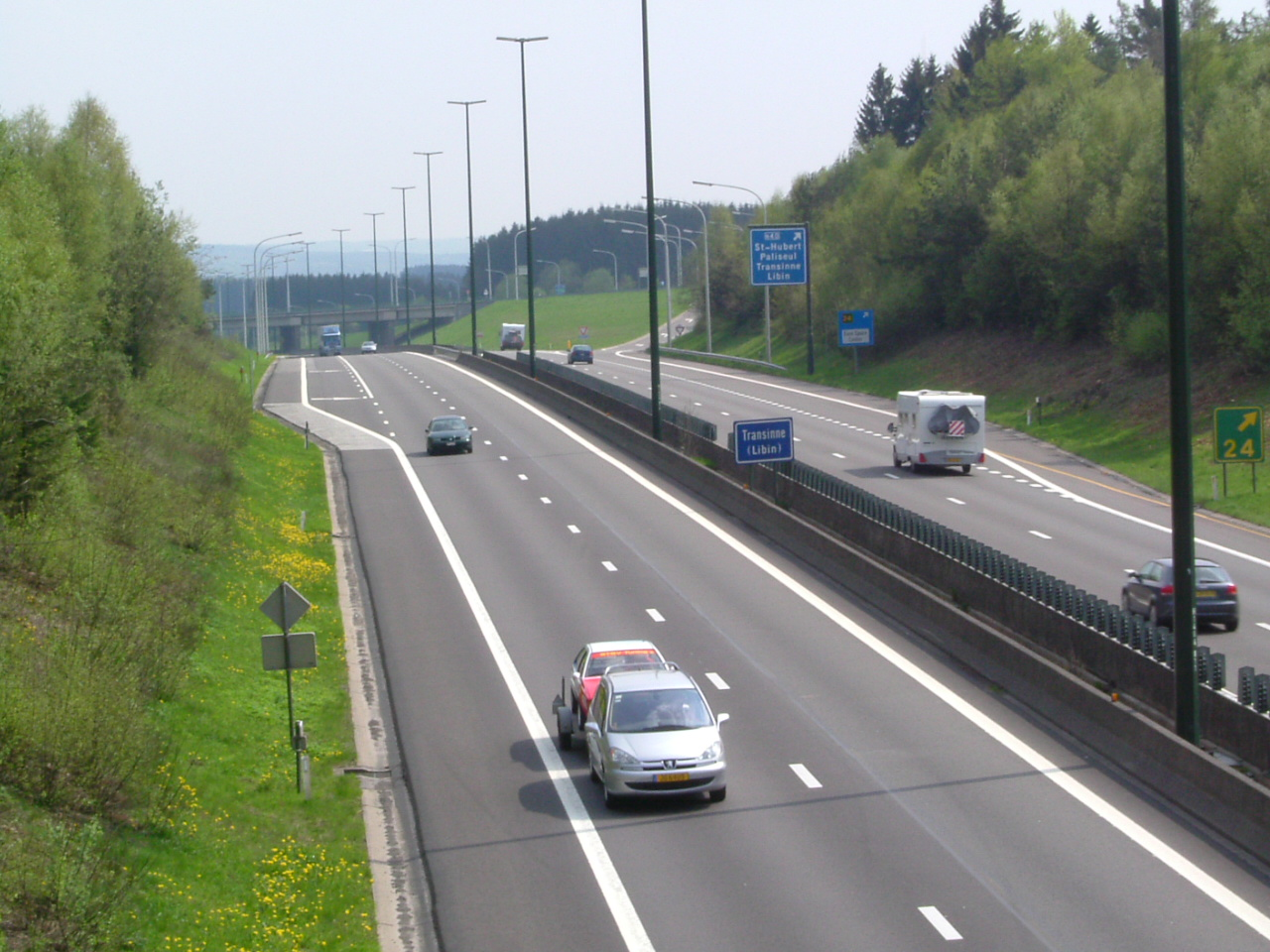
24 vers Transinne.